# Fertigungssegmentierung
Die Fertigungssegmentierung teilt den Fertigungsprozess in mehrere, autonome Funktionsgruppen auf, die als Fertigungssegmente oder Produktionsinseln bezeichnet werden.

Diese arbeiten autonom und umfassen mehrere Stufen des Herstellungsprozesses eines Produktes.
Die Fertigungssegmentierung ist querschnittsorientiert und soll die Kosten- und Produktivitätsvorteile der Fließfertigung mit der hohen Flexibilität der Werkstättenfertigung vereinen.
Definition nach Wildemann 1989, S. 32:
„Unter Fertigungssegmenten werden produktorientierte Organisationseinheiten der Produktion zusammengefasst, die mehrere Stufen der logistischen Kette eines Produktes umfassen und mit denen eine spezifische Wettbewerbsstrategie verfolgt wird. Darüber hinaus zeichnen sich Fertigungssegmente auch durch die Integration planender und indirekter Funktionen (Instandhaltung, Mitarbeiterverpflegung etc.) aus und sind in der Regel als Cost-Center organisiert.“